# 정중부
정중부(鄭仲夫, 1106년~1179년 10월 25일(음력 9월 16일)(율리우스력 10월 18일)는 고려 중기의 무신 겸 정치인으로 무신정변을 일으켰다. 이의방을 죽인 장군이자 고려의 권력자이다.
본관은 해주(海州)이다. 고려 명종 임금 때 1170년부터 1179년까지 고려 명종 임금 대신 실권을 잡았다.
무신으로 활동하던 중 김돈중의 전횡과 한뢰의 전횡에 분개하여 이의방, 이고 등과 1170년 8월 무신정변을 일으키고 무신정권의 집권자가 되었다. 1174년 조위총의 반란 때, 정중부의 아들 정균과 승려 종참에 의해 이의방을 제거하고 문하시중에 올랐다가 1179년 경대승에 의해 살해당했다.

## 생애

### 초기 활동
본관은 해주. 용모가 우람하고 얼굴빛이 백옥 같았으며, 키가 7척이고 수염이 아름답고 위풍이 늠름했다고 전한다. 사후 역적으로 단죄되었기 때문에 부모에 대한 기록은 현재 확인할 수 없다.
처음 주(州)의 군적(軍籍)에 올랐다가 상경하여 인종 때 견룡대정(牽龍隊正)이 되었다. 1144년 견룡대정으로 재직 중 어느 날 그가 오병수박희를 하던 중 왕의 측근이자 내시(內侍)인 김돈중(金敦中 : 재상 김부식의 아들)이 촛불로 오병수박희를 하던 정중부의 수염을 불사르니 정중부가 대로하여 김돈중을 묶어 놓고 구타하였다. 김부식이 이를 듣고 정중부를 고문하려 했으나 왕이 모면케 해주었다. 이로부터 정중부는 김돈중을 비롯한 모든 문관에 대한 원한이 싹트기 시작했다.
의종 초에 교위(校尉)가 되고 정3품 상장군(上將軍)으로 승진하였다. 그러나 당시 문벌 중심의 관료사회에서 문을 무보다 중요시하였고, 이에 따른 차별적인 처우로 인해 무신들의 불만이 고조에 이르러 문·무신 사이에 보이지 않는 긴장이 극도로 심화되었다. 그러나 의종은 이러한 긴장을 해소하지 못했다.

### 무신정변 직전
1170년 의종 24년 당시 왕은 정사를 돌보지 않고 문신들과의 출유(出遊)가 잦았던 바 화평재(和平齋)에 행차하여 문신들과 늦도록 시주(詩酒)를 즐기니 경호를 위해 따라간 무신들은 배가 고파 견딜 수가 없었다. 견룡행수 산원(牽龍行首散員) 이의방, 이고 등이 이 같은 차별대우에 대한 불평을 정중부에게 털어놓으니 정중부 역시 쌓였던 원한이 폭발, 드디어 이의방, 이고를 중심으로 구체적인 흉모를 꾸미게 되었다.

### 정변과 집권

#### 정중부의 난
1170년 8월 30일 의종은 보현원이라는 절로 나들이를 나섰다. 왕은 무신들에게 오병수박희를 하도록 명했다. 이때 정중부 역시 무신의 한사람으로 왕을 수행, 보현원까지 따라갔다.
한참 어울리던 중 대장군 이소응(李紹應)이 한 젊은 군졸과 씨름을 하다가 지고 말았다. 이소응은 환갑의 노장군이었다. 이를 본 문신 한뢰(韓賴)는 무신들이 왕의 총애를 얻을까 우려하였는데 마침내 시기심을 품었다. 대장군(大將軍) 이소응(李紹膺)은 비록 무인이었으나 야위고 힘이 약하여, 다른 사람과 수박희를 하다가 이기지 못하자 도망갔다. 한뢰가 갑자기 앞으로 나가서 이소응의 뺨을 때리니 계단 아래로 떨어졌다. 왕과 여러 신하들이 손뼉을 치고 크게 웃었으며, 임종식(林宗植)과 이복기(李復基)도 이소응을 욕하였다. 그러자 정중부·김광미(金光美)·양숙(梁肅)·진준(陳俊) 등은 놀라서 얼굴색이 변하고 서로 눈짓을 하였다. 정중부가 성난 목소리로 한뢰에게 따져 말하기를 “이소응이 비록 무인이기는 하나 벼슬이 3품인데 어째서 이처럼 심하게 모욕을 하는가?”라고 하였다. 왕이 정중부의 손을 잡고 위로하면서 달래었다. 이고가 칼을 빼들고 정중부에게 눈짓을 하였지만, 정중부는 이를 그만두게 하였다.
사태가 심상치 않음을 눈치챈 왕은 정중부를 달래어 보현원으로 향했다. 그러나 정중부와 이고, 이의방 등 무신들은 그간 준비해온 거사를 결행하기로 작정했다.
이를 계기로 정중부, 이의방, 이고 등 호위 장병들이 경호한 문신을 무차별 처형시킨 후 내직(內直)의 벼슬아치 및 문신들을 마저 죽인다. 의종을 폐위시키고 거제도로, 태자는 진도로 각각 쫓고 왕의 동생 익양공(翼陽公) 호(皓)를 명종으로 옹립하고 정권을 잡았다.

#### 정변 이후
형식적으로는 이의방과 권력을 나누었지만 실질적으로 무신정권의 거두로 살아간다. 이로부터 무단정치(武斷政治)를 단행하고, 스스로 참지정사가 되고 이어 중서시랑평장사, 다시 문하평장사가 되어 다음해 서북면 병마·판행영마병 겸 중군병마판사가 되었다.
무신정권의 등장 이후 이에 불만을 품은 세력들이 계속해서 등장한다. 1173년(명종 3) 동북면 병마사 김보당(金甫當)은 장순석(張純錫) 등과 함께 정중부, 이의방을 치고 의종을 다시 세우려고 왕을 거제에서 경주로 모셔왔으나 실패하여 모두 처형되었고 의종도 이의방의 심복 이의민에게 처형되었다.

### 생애 후반

#### 집권
1174년 서경유수 조위총이 무신정권에 반대하여 거병했다. 정중부는 약 2년에 거쳐 강온양면책을 써서 조위총의 난을 잠재우고 그 와중에 이의방을 살해해 최고 권력자가 되었다. 이후 문하시중에 오르는 등 권력자로서 살아가다가, 1175년 치사(致仕)를 청하였으나 명종으로부터 궤장을 하사받고 치사를 면하였다. 이후 정권 안정을 위해 일시적으로 문신 우대 정책을 펴 같은 무신들의 불만을 샀다.

#### 처형과 최후
벼슬에 물러나자 1179년 같은 무신인 경대승에게 아들 정균, 사위 송유인과 함께 효수되어 저자거리에 매달렸다. 이때 그의 다른 자녀들도 함께 죽음을 맞이했으며 이후 그가 역적으로 몰려 단죄됨으로써 그의 가계나 족보도 실전되었다.

## 가계
- 아버지 : 해주 정씨(海州 鄭氏)
- 어머니 : 미상
  - 아들 : 정균(鄭筠, ? ∼1179)
  - 며느리 : 김씨(金氏)
  - 며느리 : 왕씨(王氏)
  - 딸 : 송유인(宋有仁, ? ∼1179)에게 출가
  - 딸 : 왕규(王珪, 1142~1228)에게 출가

## 정중부가 등장한 작품
- 《무인시대》(KBS 드라마, 2003년~2004년, 배우:김흥기)

## 같이 보기
- 정중부의 난
- 무신정권
- 이고 (고려)
- 이의방
- 경진
- 경대승
- 두경승
- 이의민
- 정균 (고려)
- 채원